# Agnes Hijman
Agnes Hijman (17 januari 1966) is een Nederlandse langeafstandsloopster uit Mijdrecht. Ze schreef in haar sportcarrière verschillende marathons op haar naam, zoals de marathon van Amsterdam (zij is de laatste Nederlandse die deze marathon ooit won), zesmaal de marathon van Leiden en de marathon van Eindhoven.

## Loopbaan
Daarnaast won Hijman in 2000 de Plassenloop. Het jaar ervoor had zij deelgenomen aan de marathon van Rotterdam, waarin zij veertiende werd in haar persoonlijk beste tijd van 2:45.02. Zeven jaar later, in 2006, was zij opnieuw present in Rotterdam. Ditmaal werd zij dertiende in 2:54.50.
In juni 2007 won Agnes Hijman voor de vierde maal de marathon van Leiden in 2:55.29. Vier maanden later was zij alweer present bij de marathon van Eindhoven, die zij zelfs in 2:53.28 nog twee minuten sneller afrondde dan in Leiden. Met deze tijd werd ze in haar categorie V40 eerste en in de totaaluitslag bij de vrouwen vijfde.

## Trivia
Agnes Hijman draagt de bijnaam 'Miss Leiden Marathon', omdat ze die al zes maal heeft gewonnen.

## Persoonlijke records
| Onderdeel      | Prestatie | Datum            | Plaats              |
| -------------- | --------- | ---------------- | ------------------- |
| 10 km          | 36.01     | 6 oktober 1996   | Mijdrecht           |
| 15 km          | 56.04     | 11 maart 1995    | Alphen aan den Rijn |
| 10 Eng. mijl   | 59.24     | 5 februari 1995  | Uithoorn            |
| 1 uur          | 15.539 m  | 5 september 1998 | Schoonhoven         |
| 20 km          | 1:14.59   | 6 april 1996     | Rijpwetering        |
| halve marathon | 1:18.57   | 27 november 1994 | Alkemade            |
| 30 km          | 1:53.30   | 22 maart 1997    | Velsen              |
| marathon       | 2:45.00   | 18 april 1999    | Rotterdam           |

## Palmares

### 15 km
- 2000:  Plassenloop - 57.30

### 10 Eng. mijl
- 1994:  Uithoorn - 1:00.32
- 1995:  Uithoorn - 59.24
- 1996:  Beckeringhloop in Uithoorn - 1:00.08
- 1999: 6e Gildehuysloop in Beverwijk - 1:00.04
- 2001:  Renault Nieuwendijkloop in Uithoorn - 1:00.35
- 2001: 10e Gildehuysloop in Beverwijk - 1:02.20
- 2002: 8e Kenwood Loop - 1:01.52
- 2003:  Kenwood Loop - 1:01.45
- 2004: 6e Kenwood Loop - 1:02.16
- 2005: 4e Kenwood Loop - 1:01.16
- 2006:  Kenwood Loop - 1:03.27
- 2007:  Kenwood Loop - 1:03.09
- 2008:  Kenwood Loop - 1:02.17

### 20 km
- 2000:  Zilveren Molenloop - 1:14.59
- 2001:  Zilveren Molenloop - 1:19.27
- 2002:  Zilveren Molenloop - 1:15.53

### halve marathon
- 1993:  Linschotenloop - 1:24.43
- 1994:  Linschotenloop - 1:19.52
- 1996: 8e halve marathon van Egmond - 1:24.20
- 2000:  Linschotenloop - 1:20.52
- 2001:  Linschotenloop - 1:19.08
- 2003: 4e Linschotenloop - 1:24.40
- 2004:  Linschotenloop - 1:24.20
- 2005:  Linschotenloop - 1:21.50
- 2006:  Linschotenloop - 1:22.59
- 2007: 4e Linschotenloop - 1:24.21
- 2008: 5e Corus Marquetteloop - 1:28.43

### 30 km
- 2000: 5e Groet uit Schoorl - 1:57.30
- 2000:  30 km van Almere - 1:58.39
- 2001:  Groet uit Schoorl - 1:56.31
- 2001:  30 km van Almere - 1:56.26
- 2002:  30 km van Almere - 1:58.43
- 2003:  Groet uit Schoorl Run - 1:57.47
- 2003:  30 km van Almere - 1:59.39
- 2004:  Groet uit Schoorl Run - 1:58.25
- 2004:  30 km van Almere - 1:58.57
- 2005:  Groet uit Schoorl Run - 1:57.19
- 2005:  30 km van Almere - 1:58.45
- 2006:  Groet uit Schoorl Run - 1:59.28
- 2007:  Groet uit Schoorl Run - 2:02.43
- 2008:  30 km van Almere - 2:00.27

### marathon
- 1994:  marathon van Amsterdam - 2:52.23
- 1995: 4e NK in Rotterdam - 2:48.37 (9e overall)
- 1995:  marathon van Amsterdam - 2:48.57
- 1996: 4e NK in Rotterdam - 2:46.02 (15e overall)
- 1996:  marathon van Eindhoven - 2:48.32
- 1997: 5e marathon van Amsterdam - 2:46.54
- 1998: 13e marathon van Rotterdam - 2:52.29
- 1998:  NK in Eindhoven - 2:48.57 (4e overall)
- 1999: 14e marathon van Rotterdam - 2:45.00
- 1999: 5e NK in Eindhoven - 2:48.48 (6e overall)
- 2000: 17e marathon van Rotterdam - 2:49.08
- 2000:  marathon van Purmerend - 2:54.55
- 2001: 6e NK in Rotterdam - 2:47.40 (21e overall)
- 2001: 9e marathon van Amsterdam - 2:50.41
- 2002:  NK in Rotterdam - 2:47.21 (9e overall)
- 2002: 13e marathon van Amsterdam - 2:49.53
- 2003: 4e NK in Rotterdam - 2:51.22 (14e overall)
- 2003:  marathon van Utrecht - 2:57.27
- 2003:  marathon van Leiden - 2:57.27
- 2003: 11e marathon van Amsterdam - 2:54.50,8
- 2004: 5e NK in Rotterdam - 2:47.17,1 (14e overall)
- 2004:  marathon van Leiden - 2:51.31
- 2004: 8e marathon van Amsterdam - 2:49.29
- 2005: 4e NK in Rotterdam - 2:50.07,8 (13e overall)
- 2005:  marathon van Leiden - 2:50.30
- 2005:  marathon van Eindhoven - 2:51.13 (1e V35)
- 2006: 13e marathon van Amsterdam - 2:54.49,0
- 2006:  marathon van Leiden - 2:57.29
- 2006:  marathon van Eindhoven - 2:54.36
- 2006:  NK in Rotterdam - 2:54.50 (13e overall)
- 2007:  marathon van Leiden - 2:55.29
- 2007: 5e marathon van Eindhoven - 2:53.28 (1e V40)
- 2008:  marathon van Leiden - 2:54.46
- 2008: 12e marathon van Eindhoven - 2:54.27 (1e V40 + 1e NK40)
- 2009:  marathon van Leiden - 2:58.20
- 2009: 12e marathon van Eindhoven - 2:59.07 (2e V40)
- 2011: 4e marathon van Utrecht - 3:03.35 (2e V45)
- 2011: 26e marathon van Amsterdam - 2:58.25 (1e V45)
- 2012: 37e marathon van Rotterdam - 2:58.31 (1e V45)
- 2013: ?e marathon van Amsterdam - 3:08.06 (1e V45)
- 2014: 5e NK in Amsterdam - 3:08.56 (31e overall)